# ودسکا
ودسکا (به ایتالیایی: Veddasca) یک کومونه در ایتالیا است که در Maccagno con Pino e Veddasca واقع شده‌است.

## خصوصیات
ودسکا ۱۶٫۶ کیلومترمربع مساحت و ۳۱۵ نفر جمعیت دارد و ۸۹۶ متر بالاتر از سطح دریا واقع شده‌است.